# 현악 사중주

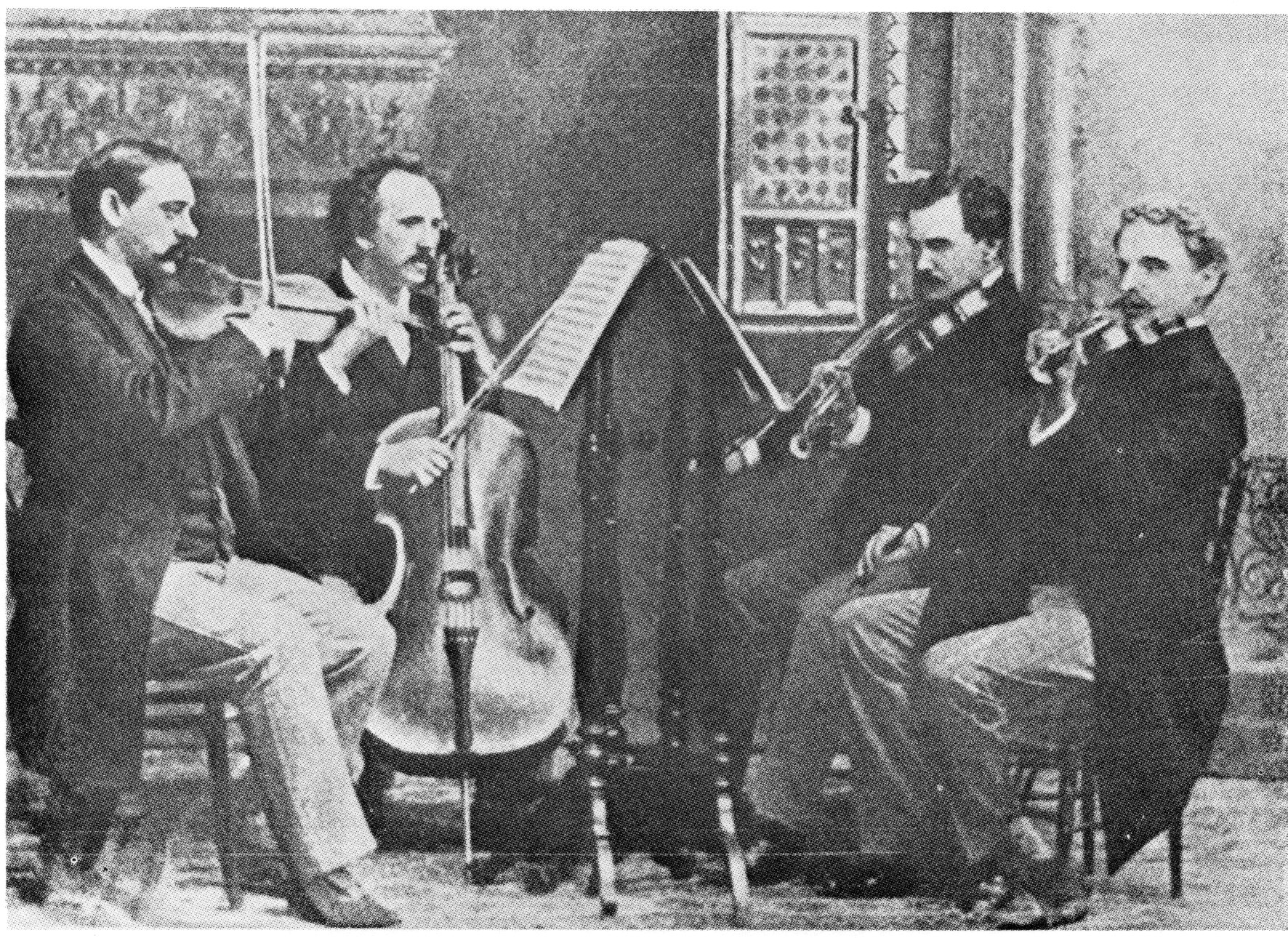
크나이젤 현악 4중주단의 연주 모습 (1891년 경)

현악 사중주(string quartet)는 네 대의 현악기(보통 바이올린 두 대, 비올라와 첼로 각각 한 대)로 함께 연주하는 것 또는 그러한 악곡을 일컫는다. 현악 사중주는 서양 고전 음악의 실내악에서 매우 중요한 악곡 양식이다.

## 배경
현악 사중주는 실내악에서 중요한 악곡으로, 18세기 이래 여러 음악가들이 현악 4중주곡을 썼다.
현악기 연주자 네 명이 연주하는 악곡은 여러 가지가 있겠으나, 전통적으로 현악 4중주는 교향곡처럼 큰 규모의 4악장 형식을 갖추고 있다. 첫악장과 마지막 악장은 보통 빠르고, 고전적인 4중주에서 중간 악장은 느리거나 춤곡 형식(미뉴에트, 스케르초, 푸리안트)이다. 이와 배치되는 유명한 사례도 더러 있긴 하나, 20세기에는 음악가들이 점차 이런 구조를 버리게 되었는데, 베토벤의 후기 현악 4중주 작품에서 구조상의 큰 변화가 이미 보인 바 있다.
현악 사중주의 색다른 특징 가운데 하나는 모든 악기가 음을 동등하게 분담한다는 것이다. 오늘날도 여전히 이 기준은 변하지 않아 이 동등성에 대한 평가는 좋은 현악 사중주를 구별하는 기준이 된다.
현악 사중주에서는 (금관 악단과 마찬가지로) 음색의 대비가 약한 것이 고민거리였지만, 이것은 악기간의 음의 차이 뿐 아니라 연주 방법을 통해서도 극복할 수 있었다. 예를 들어 악기를 레가토로 연주하거나, 손가락으로 현을 뜯는 피치카토로 연주하여 대비를 주었고, 바이올린 연주자는 대개 다른 악기들이 다른 현에서 연주하는 음을 G선에서 연주하여 좀 더 부드러운 소리를 낼 수 있었다. 음을 풍부하게 내는 다른 좋은 방법으로 더블 스톱(중음)이 있는데, 이것은 두 줄 이상의 현을 동시에 연주하는 것을 말한다. 드뷔시와 그리그는 더블 스톱을 이용하여 최대의 효과를 얻은 음악가이다. 음색의 대비를 얻기 위하여 클라이막스를 연주하기 직전에 악기를 일시적으로 멈추게 하는 방법도 있다. 하이든, 모차르트, 베토벤은 모두 현악 사중주의 거장으로 두 악기로 같은 선율을 연주하게 하여 특수한 효과를 내기도 하였다.
다른 실내악 연주는 현악 사중주의 변형으로 볼 수 있다. 예를 들면 피아노 오중주는 현악 사중주와 피아노가 함께 하는 편성, 현악 오중주는 현악 사중주에 또 하나의 현악기를 더한 편성, 현악 삼중주는 세개의 현악기로 이루어진 편성, 피아노 사중주는 바이올린족에서 어느 하나를 피아노로 대체한 편성을 말한다.

## 역사

### 바로크 말기
알레산드로 스카를라티는 현악 사중주라는 이름 대신 "건반악기 없이 바이올린 2대, 비올라 1대, 첼로 1대로 연주하는 소나타"라는 긴 제목의 악곡을 남겼다. 이것이 최초의 현악 사중주로 기록되어 있다. 하지만 이후 이런 편성의 곡을 더 쓰지 않았고, 고전주의 시대의 하이든에 이르러서야 이 장르가 엄청나게 발전한다.

### 고전주의 시대
현악 사중주는 원래 우연하게 나타난 것으로 보인다. 젊은 시절 요제프 하이든은 1755년에서 1757년 사이의 어느 때에, 빈에서 50마일 정도 떨어진 바인치얼에서 칼 폰 요제프 에들러 폰 퓌른베르크 남작의 저택에서 남작을 위해 작곡한 바 있다. 남작은 음악을 듣고 싶어 했으며, 그럴 때 연주시킬 수 있는 주자가 바이올린 연주자 둘, 비올라 주자 하나, 첼로 주자 하나가 있었던 것이다. 하이든의 초기 생애를 다룬 전기 작가 게오르크 아우구스트 그리싱어는 이렇게 전하였다.
이후 우연한 기회로 하이든은 4중주곡을 작곡하게 되었다. 퓌른베르크 남작에게는 바인치얼이나 빈에 몇몇 무대가 있었는데, 때때로 자신의 목사, 집사, 하이든, 알브레히트베르거(유명한 대위법 작곡가 알브레히트베르거의 형제)를 초대하여 작은 실내 음악을 들었다. 퓌른베르크는 하이든에게 이들 네 연주자가 연주할 곡을 청하였다. 당시 18살이던 하이든은 요청을 받아들여 처음으로 자신의 4중주곡을 창안하게 되었으며, 이내 이 형식을 쓴 작품이 인정받게 된 것으로 보인다.

하이든은 이때 아홉 곡의 현악 사중주 곡을 썼으며, 작품 1과 작품 2로 출판되었는데, 악장이 다섯 개로 형식을 보자면 빠른 부분은 미뉴엣이나 트리오 I이고, 느린 부분은 미뉴엣과 트리오 II이며, 마지막은 다시 빠르게 끝난다. 핀셔가 언급한대로, 이 형식은 오스트리아 디베르티멘토 전통에서 끌어온 것이다.
하이든은 이후 수년 동안 현악 사중주곡을 쓰지 않았으나, 1769년에서 1772년 사이 다시 이 형식으로 18곡의 현악 사중주곡, 작품 9, 작품 17, 작품 20을 썼다. 이 악곡들은 빠른 악장, 느린 악장, 미뉴엣과 트리오, 다시 빠른 악장으로 구성된 4악장 형식으로 하이든과 다른 음악가들의 표준이 되었다. 하이든은 70곡이 넘는 현악 사중주곡을 작곡하였는데, 그 대다수는 6곡씩 세트로 되어 있다.  하이든 시대 이래로 현악 사중주 곡은 명성을 얻어 음악가의 기술을 제대로 시험할 수 있는 곡으로 여겨졌다. 이것은 현악 사중주가 관현악보다 음색면에서 제한되어 있어서 관현악의 음색에 의존하지 않거나 네 악기만으로 타고난 대위법을 써야 하기 때문인 것으로 여겨진다.
하이든이 확립시킨 현악 사중주라는 장르는, 모차르트가 가능성을 추구하며 더욱 확대시켰고, 이후 베토벤이 두각을 나타내면서 후계자가 되었다. 베토벤은 장년기에 이르러 7번에서 9번까지 세 개의 곡으로 이루어진 “작품 번호 59”(“라주몹스키”)를 작곡, 프로 연주가가 연주회를 위해 연주하는 장르로서의 현악 사중주를 정립하였다. 또한 베토벤은 말년기에 이르러서도 프로 연주가가 몇 년에 걸쳐 연구해야 할 숭고한 현악 사중주 곡을 남겼다(베토벤이 발표한 현악 사중주 곡은 열여섯 곡 모두가 역사상 최고의 현악 사중주 걸작으로 평가받고 있지만, 그 중에서도 “작품 번호 127”부터 “작품 번호 137”에 이르는 후기의 다섯 곡은 베토벤 만년의 심오한 경지를 피력한 것으로 유명하며, 특히 “14번 올림가단조, 작품 131”과 “ 15번 가단조, 작품 132”는 특히 뛰어나다). 이때문에 현악 사중주는 교향곡이나 피아노 소나타 만큼 중요한 장르로 여겨지게 되었다.

### 낭만주의 시대
베토벤 이후의 19세기 낭만주의 시대에는 슈베르트와 드보르작을 제외하고 현악 사중주 곡이 그다지 많이 작곡되어 있지 않다. 이는 아마도 현악 사중주가 범접하기 어려운 양식으로 여겨졌기 때문인 것 같다. 베토벤의 후계자로 평가받는 브람스도 세 곡에 그쳤다. 더 현대에 가까운 세대, 레거는 여섯 곡을 남겼다.

### 근,현대
현대에 접어들어 현악 사중주는 다시 음악가의 인기를 얻게 되며 아르놀트 쇤베르크, 벨러 버르토크, 드미트리 쇼스타코비치의 음악에서 중요한 역할을 차지하고 있다.

## 형식
현악 사중주의 주된 형식은 하이든이 창안하였다.
- 1악장 : 소나타 형식, 알레그로, 으뜸음조
- 2악장 : 느린 악장, 버금딸림음조
- 3악장 : 미뉴엣과 트리오, 으뜸음조
- 4악장 : 소나타-론도 형식, 으뜸음조

19세기부터 이 구조와 조성 등은 점차 쓰이지 않게 된다.

## 주요 작곡가와 작품
(생년 순)
- 1732년 하이든 - 68곡
- 1756년 모차르트 - 23곡
- 1770년 베토벤 - 16곡과  대푸가 (베토벤의 현악 사중주 참고)
- 1810년 슈만 - 3곡
- 1813년 베르디 - 1곡
- 1833년 브람스 - 3곡
- 1835년 생상스 - 2곡
- 1840년 차이콥스키 - 3곡
- 1841년 드보르자크 - 14곡
- 1857년 엘가 - 1곡
- 1858년 푸치니 - 3곡
- 1862년 드뷔시 - 1곡
- 1874년 쇤베르크 - 4곡
- 1875년 라벨 - 1곡
- 1891년 프로코피예프 - 2곡

## 같이 보기
- 베토벤의 현악 사중주